# Sema (film)
Pour les articles homonymes, voir Sema.
Pour plus de détails, voir Fiche technique et Distribution.
Sema est un film documentaire congolais  réalisé par Macherie Ekwa  Bahango et écrit par plus de 60 survivantes de viols, sorti le 19 juin 2019

## Synopsis
Sema est un film qui raconte l'histoire de deux survivantes de violences sexuelles,

## Contexte
Les conflits en RDC sont caractérisés par l'utilisation des violences sexuelles comme arme de guerre, les agresseurs terrorisent ainsi la population. Les formes de violences peuvent entraîner des dépressions des états de stress post-traumatique et d'autres troubles anxieux, ainsi que des troubles du sommeil, des troubles de l'alimentation et des tentatives de suicide. Sans oublier la stigmatisation et la difficulté d'obtenir justice.
L'idée du film est née de la volonté d'élever la voix des survivantes